# Прорив греблі Банцяо
Прорив греблі Банцяо — техногенна аварія на греблі Банцяо, що сталася в Китаї 8 серпня 1975 року. Обвал греблі спричинив третю за кількістю смертей повінь в історії, яка вразила загальну кількість населення 10,15 мільйонів осіб і затопила близько 30 міст і округів площею 12 000 км² (або 3 мільйони акрів). За оцінками, кількість загиблих коливається від 26 000 до 240 000 людей. Повінь також спричинила руйнування від 5 до 6,8 мільйонів будинків .

## Опис греблі
Дамба Банцяо це гребля на річці Жухе в повіті Біян міського округу Чжумадянь провінції
Хенань, КНР.  Дамба сумно відома через катастрофу, яка сталася 8 серпня 1975 року, коли вона стала найбільшою з 62 дамб, прорваних внаслідок повені, спричиненої тайфуном «Ніна».

## Катастрофа
Дамбу було сконструйовано таким чином, щоб вона витримала найбільші повені, які відбуваються раз на тисячу років (приблизно 306 мм опадів за день). Однак в серпні 1975 року трапилася найбільша за останні 2000 років повінь як наслідок над потужного тайфуну Ніна і кількох днів рекордних штормів.  Ворота шлюзу були не в змозі впоратися з пропуском такого об'єму води. Випускні клапани дамби не змогли впоратися з переливом води, частково через закупорку сміття в трубах.
8 серпня о 00:30 була прорвана найменша дамба Шиманьтань. О 01:00 вода досягла дамб у Баньцяо і зруйнувала їх. Сумарно було прорвано 62 греблі. Витік води з дамб Баньцяо становив 79 тис. м³/с (при поступаючому потоці в 13 тис. м³/с), протягом шести годин випливло 701 млн м³ води, в той час, як вище за течією річки на дамбі Шиманьтань за 5,5 години  випливло 1,67 млрд м³ води, а за час усієї катастрофи — 15,74 млрд м³.
Повінь викликала величезну хвилю води шириною 10 км і висотою 3-7 метрів.  Приплив за годину пішов на 50 км від берега і досяг рівнин, створивши там штучні озера сумарною площею 12 000 км².
Сім провінцій було затоплено, у тому числі тисячі квадратних кілометрів сільської місцевості і незліченну кількість комунікацій. Евакуаційні заходи не могли проводитися належним чином через погодні умови і неробочі комунікації. У населених пунктах, які вчасно одержали наказ про евакуацію, втрати серед населення були відносно низькі. Наприклад, у селі Шахедянь, неподалік дамб Баньцяо, з 6 000 людей загинуло тільки 827, але у своєчасно не попередженому селі Веньчен загинула половина з 36 000 населення, а село Даовеньчен було змито з землі з усіма жителями.
Залізнична магістраль Пекін — Гуанчжоу  що проходить через Чжумадянь, була виведена з ладу на 18 днів, така ж доля спіткала і багато інших шляхів сполучення в регіоні.  Навіть через дев'ять днів після катастрофи понад мільйон людей все ще були відрізані водою від зовнішнього світу; у кращому разі, їжа для них могла скидатися з літаків.  Мешканців уражених районів вражали епідемії
.
Греблевий каскад на річці Жухе, включаючи греблю Баньцяо, був відновлений лише в 1993 році.